# Mauléon-d'Armagnac
Mauléon-d'Armagnac è un comune francese di 287 abitanti situato nel dipartimento del Gers nella regione dell'Occitania.

## Società

### Evoluzione demografica
Abitanti censiti